# Францішек Заблоцький
Францішек Заблоцький (пол. Franciszek Zabłocki, 2 січня 1752 — 10 вересня 1821) — польський комедіограф, журналіст та письменник часів занепаду Речі Посполитої.

## Життєпис
Походив зі шляхетського роду Заблоцьких гербу Лада. Народився 1752 року на Волині, син Станіслава (помер рано) та Барбари, уродженої Прушинської, від другого шлюбу Хмельовської (з 1758 р.).
В дитинські мешкав та здобував освіту на українських землях. Спочатку освіту здобув у коледжі піарів у Великих Межирічах, потім вступив до новіціяту єзуїтів, де перебував 3 роки. З 1770 до 1774 року знаходився при дворі Антона Горського, столиника чеханівського.
Незважаючи на відмову від вступу до монастиря Ордену єзуїтів, він був тісно пов'язаний з річ-посполитівським пост-єзуїтським літературним середовищем — у 1774 році він був співавтором перекладів «Пісень усіх» Горация.
У 1774 році стає чиновником в Едукаційній комісії (на кшталт Міністерства освіти). На цій посаді відвідував школи на українських землях: Волинського, Подільського, Брацлавського та Київського воєводств. У 1774—1777 роках як автор статей співпрацював з журналом «Приємні та корисні забави».
У 1778 році він був помічений Комісією національної освіти та Королем Речі Посполитої завдяки його перекладу творів К. де Сен-Реаля, які були схвалені для читання у школах, підпорядкованих Комісії.
У серпні 1780 р. король Речі Посполитої Станіслав Август Понятовський нагородив Заблоцького медаллю «Merentibus» та 100 дукатами (виплачено 8 лютого 1781 р.) за комедію «Забобонник».
З 1781 до 1788 року співпрацює з Національним театром, для якого складає твори. У 1783 році стає секретарем Товариства елементарної книги. З цього моменту активно займається редагування та друкуванням книг для шкіл. Перекладає наукові та просвітницькі твори з французької та німецької мов. У 1784 році займався налагодження роботи Надвірної друкарні.
У 1791 році призначається виконуючим обов'язки голови канцелярії Едукаційної комісії. У 1792 році долучився до Тарговицької конфедерації. У 1794 році брав участь у повстанні Костюшки. Обіймав низку посади при департаментах Вищої національної ради. Звитяжно бився при обороні Праги, передмістя Варшави.
Після поразки повстання у 1795 році перебирається до Риму, де став священиком. У 1798 році зміг повернутися до Польщі, де був пастором у селі біля пулави, а у 1800 році став пастором у с.Конськоволя, де перебував до самої смерті у 1821 році.

## Творчість
Відомий насамперед як комедіограф. В доробку Ф.Заблоцького близько 50 комедій. Як основу використовував твори Шекспіра, Лесажа, Мольєра, Мерсьє, Дідро й Бомарше. При цьому твори Заблоцького насичені польською специфікою. Комедії написані віршами, з дотриманням «трьох єдностей» в дусі класицизму. Їх відзначає соковитість мови, реалістичність, зображення сучасного побуту та типовості персонажів. Заблоцький висміював невігластво, марновірство, відсталість у шляхетському середовищі.
Його перші драматургічні досліди відносяться до кінця 1770-х років. Славу провідного драматурга принесли йому «Залицяння Франтика» 1781 року. Ця комедія досі ставиться на польській сцені. У специфічному м'яко гумористичному, поблажливому, а іноді гірко-іронічному або сатиричному висвітленні поставав тут характерний для побутової комедії Заблоцького світ провінційної шляхти, де вигадливо і комічно переплітаються традиції сарматської старовини і перебільшеного наслідування французької моді. Зникає обтяжений дидактичної повчальністю комізм, що особливо яскраво відбилося в концепції головного героя. Веселощами і безтурботністю віє від ситуацій, мізансцен і, насамперед, персонажів.
Сарказм, гостра просвітницька сатира характерні для комедій «Марновірний» (1781 рік) і «Сарматизм» (1785 рік) зміцнили славу Ф.Заблоцького і визначили його ідейну позицію в період політичних дискусій. Інші відомі комедії «Амфітріон», «Мухаммед Арлекін», «Лікар з Любліна», «Жовтий ковпак».
Також Ф.Заблоцький був автором численних памфлетів політичного спрямування. Найвідомішим є памфлет, спрямований проти Францішека Ксаверія Браницького.
Крім того, в доробку Заблоцького численні вірші на випадок, міфологічна поема «Чотири елементи».